# Гвіздецька селищна територіальна громада
Гвіздецька селищна громада — територіальна громада в Україні, в Коломийському районі Івано-Франківської області.
Адміністративний центр — смт Гвіздець.
Утворена 5 вересня 2019 року шляхом об'єднання Гвіздецької селищної ради та Остапківської, Старогвіздецької сільських рад Коломийського району.

## Населені пункти
До складу громади входять 1 селище (Гвіздець) і 7 сіл:
| Населений пункт | Населення | Поштовий індекс |
| --------------- | --------- | --------------- |
| с-ще Гвіздець   | 1931      | 78260           |
| Берем'яни       | 119       | 78260           |
| Кулачківці      | 1410      | 78310           |
| Малий Гвіздець  | 1084      | 78263           |
| Старий Гвіздець | 1178      | 78261           |
| Хом'яківка      | 1010      | 78311           |
| Остапківці      | 748       | 78262           |
| Чехова          | 339       | 78260           |

## Склад ради
Голова Гвіздецької селищної ради – Дяків Михайло Петрович
Заступник  голови Гвіздецької селищної ради – Филипчук Володимир Михайлович
Секретар Гвіздецької селищної ради – Німчук Тетяна Петрівна

### ВВРУ, 2019, № 42, стор.52
| Україна | Це незавершена стаття з географії України. Ви можете допомогти проєкту, виправивши або дописавши її. |